# Emile Lejeune-portré
Emile Lejeune portréja, eredeti címén Portrait d'homme (Emile Lejeune) vagyis Férfiportré (Emile Lejeune) Chaim Soutine alkotása, amely a párizsi Musée de l’Orangerie gyűjteményének része.

## Leírása
A vászonra festett olajkép 55 × 46,5 centiméteres, kerettel együtt 76 × 67 × 10 centiméteres, 1922-ben vagy 1923-ban keletkezett. A portré Emile Lejeune (1885-1964) svájci festőt ábrázolja, aki Genfből költözött Párizsba. Műterme a Montparnasse-on, a rue Huyghens 6. alatt működött, ahol rendszeresen tartott művészeti eseményeket, koncerteket, kiállításokat. Fellépett nála például a Les Six és rendezett afrikai művészeti tárlatot Paul Guillaume francia műkereskedő. Tartottak költői esteket, amelyen részt vett Guillaume Apollinaire és Jean Cocteau is. Egy Provence-ban tett utazás után Emile Lejeune 1922-ben úgy döntött, Cagnes-sur-Merbe költözik a családjával a fővárosból.
Soutine két képet is festett Lejeune-ről, mindkettőt erre az időszakra datálta, de azt nem tudni, hogy a költözés előtt, vagy azt követően készültek. A Musée de l’Orangerie gyűjteményében található képen a modell nyakát aránytalanul meghosszabbította a festő a nyakkendő csomója felett, száját mindössze egy piros vonalra csökkentette, a bajuszt pedig két barna ecsetvonás jelzi. A másik képen Lejeune szemüveget és csokornyakkendőt visel.
A kép Paul Guillaume gyűjteményébe került, majd 1963-ban a Louvre baráti társaságának segítségével a múzeum kollekciójának része lett. 1977 óta a Musée de l’Orangerie gyűjteményébe tartozik.